# Škoda lásky
„Škoda lásky” ([ˈʃkɔda laski] posłuchajⓘ, po czesku – „Szkoda miłości”, czyli żal za utraconą miłością) – jeden z najbardziej znanych czeskich przebojów XX w. (w plebiscycie Czeskiego Radia w 2000), spopularyzowany w wielu krajach w czasie II wojny światowej; znany w Polsce pod tytułem „Banda”.

## Historia
W maju 1927 r. czeski kompozytor i kapelmistrz Jaromír Vejvoda z miasteczka Zbraslav (obecnie dzielnicy Pragi) skomponował utwór instrumentalny, który nazwał „Modřanská polka” (wym. po czesku „Modrzanska polka”). Nazwę przyjął od miejscowości Modřany, położonej niedaleko Zbraslavi – bo jakaś „Zbraslavska polka” już wówczas istniała. Prawykonanie utworu miało miejsce na zabawie tanecznej w „Sokolovni” – siedzibie zbraslavskiej organizacji sokolskiej. Melodia spodobała się – wkrótce grały ją już wszystkie orkiestry dęte w okolicach Pragi. W 1934 r. prawa wydawnicze polki kupiła praska firma Jana Hoffmanna. W tym samym roku Václav Zeman do melodii „Modrzanskiej polki”, napisał tekst „Škoda lásky”.
Utwór stał się szybko popularny również za granicą. W połowie lat 30. – pod nazwą „Rosamunde” – śpiewały ją już całe Niemcy. W 1936 r. nagrał ją niemiecki akordeonista Will Glahé, który w 1938 r. zdobył złotą płytę za sprzedaż ponad miliona krążków z tym utworem. W 1937 r. prawa do tego utworu na amerykańskim rynku wykupiła firma Shapiro&Bernstein, a następnie wydała utwór pod nazwą Beer Barrel Polka. Do chwili przystąpienia USA do wojny w 1941 r. sprzedał się na tamtym rynku milion płyt z utworem. Do swojego repertuaru włączyły go (ze słowami, które napisali Lew Brown i Wladimir Timm) słynne The Andrews Sisters (w 1939 r.), a później również m.in.: Orkiestra Glenna Millera, Benny Goodman, Billie Holiday, Harry James, Frank Sinatra, Bobby Vinton, Willie Nelson i Luciano Pavarotti.
Podczas II wojny światowej piosenka została przetłumaczona na wiele języków i stała się popularna wśród żołnierzy na wielu frontach (np. czeski film „Szkoła podstawowa” 1991). W wielu krajach melodia ta stała się tak popularna, że uznano ją za melodię ludową, zapominając o autorze. Jako przykład popularności Škoda lásky można przytoczyć opinię Hansa Dietricha Genschera z 1980, który publicznie gotów był się założyć, że Rosamunde to ludowa melodia niemiecka. W 1995 r. melodia i znamienne słowa Roll out the barrels! budziły co rano załogę amerykańskiego promu kosmicznego „Discovery”.

## Oryginalny tekst i polski przekład
| Škoda lásky Kvetou růže, kdo ti za to může, žádný už ti dneska nepomůže, kvetou, zvadnou, lístečky z nich spadnou, jako slzy moje na tu trávu chladnou. Teče, voda, dokola se točí, to si nelitoval modré oči, já bych byla pro tebe jen žila, že mou lásku zklameš, to jsem nemyslela. refren: Škoda lásky, kterou jsem tobě dala, ty mé oči, dnes bych si vyplakala, Moje mládí, uprchlo tak jako sen, na všechno mi zbyla jenom, v srdci mém vzpomínka jen. | Szkoda miłości – żal za utraconą miłością Kwiecie róży, któż ci to uczynił? Dziś już tobie nic to nie pomoże, Kwiaty zwiędną, listki z nich opadną, Jak łzy moje na tę trawę zimną. Ciecze woda, dookoła płynie, Nie było litości dla błękitnych oczu, Chciałabym żyć tylko dla ciebie, Że mą miłość złamiesz, nigdy nie myślałam. refren: Szkoda miłości, którą tobie dałam, Szkoda łez mych, które wypłakałam, Moja młodość przeszła, tak, jak sen, Na zawsze tylko mi zostało jeno, W sercu mym wspomnienie to. |

## Tytuły obcojęzyczne
| angielski   | Beer Barrel Polka Roll out the Barrel Here comes the Navy |
| niemiecki   | Rosamunde Böhmische Polka                                 |
| francuski   | Frida oum Papa                                            |
| szwedzki    | Ut i naturen Dags för en polka                            |
| duński      | Hvor er min Kone                                          |
| fiński      | Tonttujen joulupolkka                                     |
| węgierski   | Sej-haj Rozi                                              |
| włoski      | Rosamunda                                                 |
| portugalski | Barril de Chopp                                           |
| hiszpański  | Polka del Barril El Barrilito                             |
| japoński    | Beer Taru polka                                           |
| polski      | Banda My młodzi, my młodzi, nam bimber nie zaszkodzi...   |
| łotewski    | Labäkie gadi Pažärnieke un meitenes                       |
| rosyjski    | Розамунда (Rozamunda)                                     |
| ukraiński   | Не вернуться роки мої молоді                              |

## „Banda” i inne polskie wersje
Piosenka biesiadna „Banda” zaczyna się od słów „Precz smutki niech zginą, Wspomnienia niechaj płyną...” (zob. tekst „Banda” w linkach zewn.) do melodii „Modrzańskiej polki” sprzed 1939, prawdopodobnie (hipoteza) można przypisać Wiktorowi Budzyńskiemu (1906–1972), autorowi tekstów także do innych melodii Jaromíra Vejvody, pisanych dla Wesołej Lwowskiej Fali lub komuś z jej kręgów. W śpiewnikach funkcjonuje bez podanego autora.
Inna wersja – autor nieznany, zaczyna się od słów „My młodzi, nam bimber nie zaszkodzi...”. Wersja popularna w czasie okupacji, wspomina o niej Roman Bratny w powieści „Kolumbowie. Rocznik 20” i Tadeusz Borowski w opowiadaniu „Pożegnanie z Marią”. Obecnie funkcjonuje jako przyśpiewka weselna.